# A Turkish Airlines 981-es járatának katasztrófája
A Turkish Airlines 981-es járata 1974. március 3-án zuhant le a Franciaországban található Ermenonville mellett, nem sokkal azután, hogy a párizsi Párizs–Orly repülőtérről felszállt. A balesetet a gépen tartózkodó 346 fő közül senki sem élte túl.

## A baleset
A 981-es járat helyi idő szerint 11 órakor érkezett az Orly reptérre Isztambulból. A McDonnell Douglas DC-10-10 típusú repülőgép 167 utassal és 13 tagú személyzettel tette meg az út első felét, hogy aztán másfél órás várakozás után Londonba repüljön. Párizsban eredetileg 50 utas szállt volna fel a gépre, a British European Airways sztrájkja miatt azonban további utasokat szállítottak fel erre a járatra. A repülő 12 óra 30 perckor szállt fel, nem sokkal később pedig eltűnt a radarok képernyőiről. A baleset után hamarosan megtalálták a szinte felismerhetetlen repülőroncsokat egy Ermenonville melletti erdőben.

## A nyomozás
A kivizsgálók, miután tanulmányozták a pilótafülke hangrögzítőjét és a repülési adatrögzítőt, rájöttek, hogy a balesetet robbanásszerű  dekompresszió okozta, mert valahol a gép törzsén lyuk keletkezett. A pilóták ezután elvesztették mindhárom hidraulika-rendszert, a gép pedig irányíthatatlanná vált.
A baleset után néhány órával értesítették őket, hogy a rátaláltak a gép raktérajtajára, valamint 6 utasülésre, 15 km-re a baleset helyszínétől.
A McDonnell Douglas DC-10 raktérajtajával már előzőleg is problémák voltak: 1972. június 12-én az  American Airlines 96-os járata szenvedett robbanásszerű dekompressziót a kanadai Windsor felett. Itt azonban a pilóták le tudtak szállni a sérült géppel. A balesetet itt mindenki túlélte. Mindkét baleset oka a raktér ajtajának hiányos tervezése volt. A DC-10-es repülőgépen kifelé nyíló raktérajtók vannak, amiknek zárszerkezetekre van szükségük, hogy ne nyíljanak ki repülés közben (ezzel ellentétben a befelé nyíló ajtókat a külső nyomás csökkenése szinte bepréseli a repülő vázába, így azok biztosan zárva maradnak). A rakodómunkás egy külső kar meghúzásával zárja a raktérajtót, miközben a C alakú karok ráfordulnak a zárszerkezetre és megakadályozzák az ajtó kinyílását. A rosszul tervezett zár azonban akkor is lehetővé tette a kar meghúzását, ha nem voltak ezek a karok a helyükön.
Az American Airlines 96-os járatának balesete után javasolták a McDonnell Douglas gyárnak, hogy módosítsák a raktérajtó zárszerkezetét, de néhány apróbb változtatástól eltekintve a raktérajtó változatlan maradt. A Turkish Airlines 981-es járatának katasztrófája után azonban már légügyi előírásba foglalták a raktérajtó újratervezését, amik ezután már nem okoztak több balesetet.

## Hasonló esetek
- United Airlines 811-es járat - raktérajtó meghibásodása
- American Airlines 96-os járat - raktérajtó meghibásodása
- Pan Am 125-ös járat - raktérajtó meghibásodása
- Aloha Airlines 243-as járat - dekompresszió
- British Airways 5390-es járat - dekompresszió
- China Airlines 611-es járata - robbanásszerű dekompresszió
- de Havilland Comet - robbanásszerű dekompresszió
  - BOAC 781-es járat
  - South African Airways 201-es járat